# زمین‌لرزه بینگل
زمین‌لرزه بینگل ممکن است به یکی از موارد زیر اشاره داشته باشد:
- زمین‌لرزه ۱۹۷۱ بینگل
- زمین‌لرزه ۲۰۰۳ بینگل